# Río Chaitén o Rio Blanco
Río Chaitén o Rio Blanco är ett vattendrag i Chile.   Det ligger i regionen Región de Los Lagos, i den södra delen av landet, 1 100 km söder om huvudstaden Santiago de Chile.
I omgivningen kring Río Chaitén o Rio Blanco växer i huvudsak blandskog. Området är nästan obefolkat, med mindre än två invånare per kvadratkilometer.